# كأس بلغاريا 1980–81
كأس بلغاريا 1980–81 (بالبلغارية: Купа на Съветската армия 1980/81)‏ هو موسم من كأس بلغاريا. أشرف على تنظيمه اتحاد بلغاريا لكرة القدم، وفاز فيه نادي بوتيف بلوفديف.